# MLS Cup
MLS Cup é o jogo final decisivo da Major League Soccer entre o campeão da Conferência Leste e o campeão da Conferência Oeste, em formato de partida única com o mando de campo da equipe que obteve melhor classificação na temporada regular da liga. O vencedor é coroado campeão da mesma maneira que em outras ligas esportivas norte-americanas (ou seja, através de um playoff após uma temporada regular). Isso difere de outras ligas de futebol em todo o mundo, que consideram, como campeão, o clube com mais pontos no final da temporada. A equipe vencedora se classifica à Liga dos Campeões da CONCACAF do ano seguinte.
Teve sua primeira edição em 20 de outubro de 1996, com a MLS Cup '96. Atualmente, é normalmente realizada no início de dezembro, entre os vencedores da Conferência Leste e Conferência Oeste. O Los Angeles Galaxy é o maior vencedor, com 6 títulos.
Durante sua história, a MLS Cup foi entregou três troféus diferentes: o Alan I. Rothenberg Trophy (1996-1998), o Alan I. Rothenberg Trophy redesenhado (1999-2007), e o Philip F. Anschutz Trophy (2008-atualmente).

## História
O Domínio Inicial do D.C. United
As raízes da MLS Cup remontam à fundação da Major League Soccer, quando a liga decidiu ter um formato de campeonato semelhante às ligas esportivas norte-americanas contemporâneas, ao ter a temporada culminando em um torneio de pós-temporada para determinar o campeão da liga.
Em suas primeiras edições, a MLS Cup foi dominada pelo D.C. United, que apareceu nas quatro primeiras finais, vencendo três delas. A MLS Cup '96 foi a primeira edição, disputada entre D.C. United e Los Angeles Galaxy. O Galaxy abriu o placar no primeiro tempo, e dobrou no início do segundo tempo. No entanto, Tony Sanneh reduziu a desvantagem aos 27 minutos da etapa complementar. Nove minutos depois, Shawn Medved empatou a partida, levando à prorrogação. Aos quatro minutos da prorrogação, Eddie Pope deu ao D.C. United a vitória no gol de ouro.
Em 1997, a MLS Cup foi disputada no Robert F. Kennedy Memorial Stadium, o D.C. United sagrou-se bicampeão, um feito que não seria realizado por mais uma década, quando o Houston Dynamo venceu em 2006 e 2007. O D.C. United venceu o Colorado Rapids por 2x1. Jaime Moreno foi declarado Homem do Jogo pelo seu gol aos 37 minutos de jogo. Esta temporada foi a primeira vez em que o vencedor da MLS Cup venceu o Supporters 'Shield.
Sua terceira aparição seguida na MLS Cup, em 1998, foi marcada pela derrota frente ao Chicago Fire por 2x0. Entretanto, no ano seguinte, o D.C. United repetiu o seu feito de 1997, e faturou a MLS Cup e o Supporters 'Shield. Desta vez, derrotou o Los Angeles Galaxy por 2x0.
A Ascensão do California Clásico

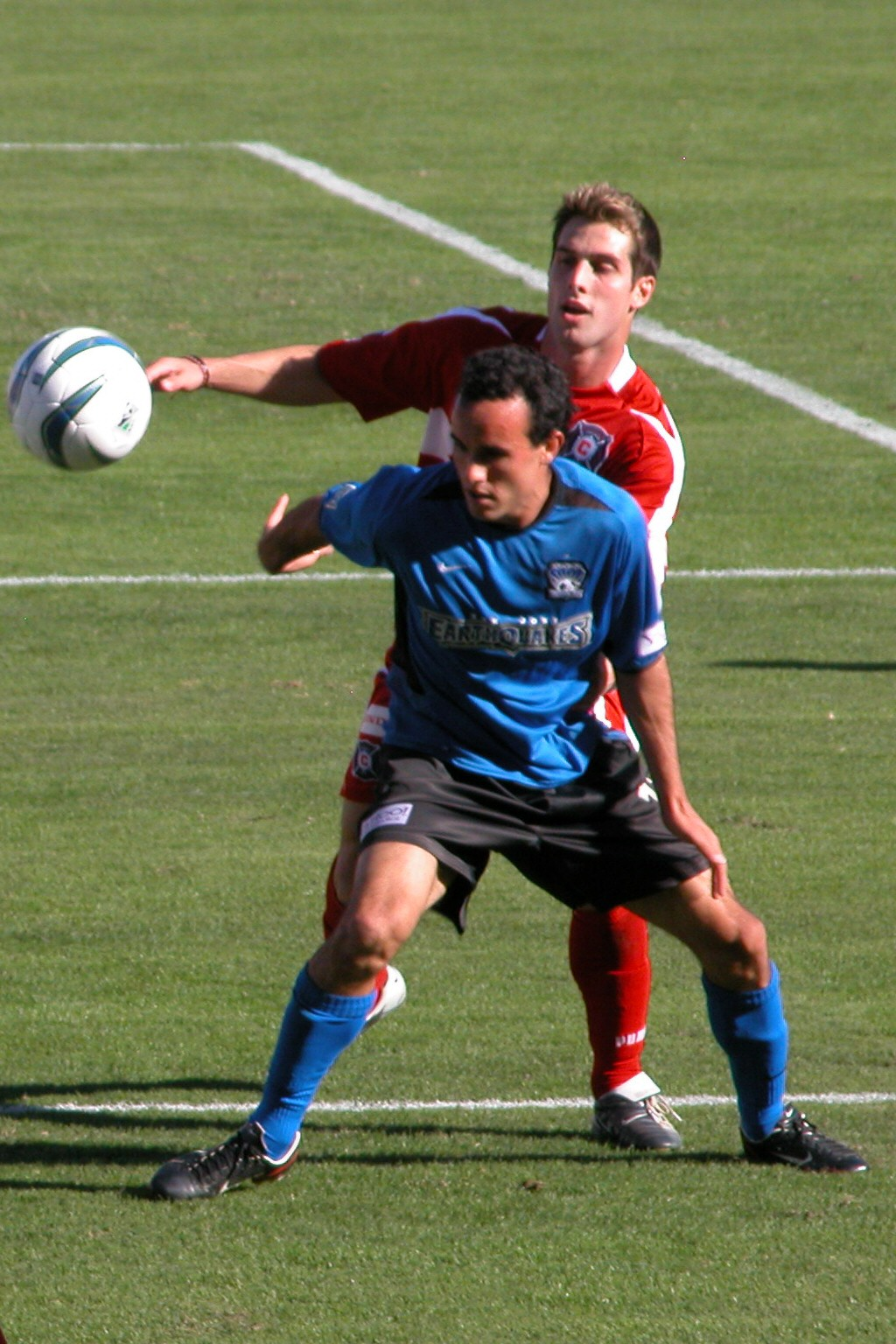
Landon Donovan enfrentando Carlos Bocanegra na MLS Cup de 2003.

Pela primeira vez desde 1997, a MLS Cup foi disputada por um time que nunca havia chegado a final. O Kansas City Wizards venceu sua primeira MLS Cup com uma vitória por 1x0 sobre o Chicago Fire, repetindo o acontecido em 1997, quando o estreante em finais sagrou-se campeão.
De 2001 a 2004, a MLS Cup viu a ascensão do California Clásico, quando os rivais estaduais Los Angeles Galaxy e San Jose Earthquakes se enfrentaram na final de 2001. A partida também contou com o "surgimento" de Landon Donovan, que marcou o segundo gol da vitória por 2x1 do San Jose Earthquakes sobre o Los Angeles Galaxy.
Na MLS Cup de maior público até aquele momento, New England Revolution e Los Angeles Galaxy se enfrentaram na final de 2002. Compareceram ao Gillette Stadium mais de 61 mil torcedores para assistir à final. No segundo tempo da prorrogação, o Los Angeles Galaxy venceu sua primeira MLS Cup, e provocou o início de uma série de derrotas do New England Revolution na MLS Cup.
A final de 2003 colocou frente a frente os melhores colocados de cada conferência. Dois antigos vencedores da MLS Cup, o San Jose Earthquakes e o Chicago Fire, disputaram a final daquele ano. Os dois clubes tiveram as melhores campanhas da temporada regular, com o Chicago Fire ganhando seu primeiro Supporters 'Shield, enquanto o San Jose Earthquakes foi o melhor colocado na Conferência Oeste, além de ter a segunda melhor campanha da temporada regular. Em uma disputa acirrada, o San Jose Earthquakes venceu com a seu segundo título com uma vitória por 4x2.
Depois de uma ausência de quatro anos, o D.C. United fez sua quinta viagem à MLS Cup, jogando contra o Kansas City Wizards pela MLS Cup 2004. A partida teve quatro gols marcados nos primeiros 25 minutos, com o D.C. United alcançado uma vantagem de 3x1. Aos 13 minutos do segundo tempo, o Kansas City Wizards teve um pênalti a seu favor. Josh Wolff marcou para o Kansas City, diminuindo a desvantagem. O D.C. United  conseguiu manteve a vantagem, e conquistou seu quarto título.
Mudanças de Formato
Até 2005, as finais haviam sido dominados por clubes que haviam vencido ou chegado perto de vencer o Supporters 'Shield. Na MLS Cup 2005, o jogo foi vencido pelo Los Angeles Galaxy, que teve a 9ª melhor campanha da temporada regular. Enquanto, o Kansas City Wizards que apesar de uma campanha melhor, mas não se qualificou para os playoffs, pois terminou em 5º na Conferência Leste, apesar do 8º lugar no geral. O resultado levou a MLS a criar novos wild cards que foram usados a partir de 2006, onde apenas um certo número de clubes por conferência poderia se qualificar, e as melhores equipes no geral, independentemente da conferência, também se qualificariam. Isso por si só provocou debates sobre a mudança da liga para uma tabela única e um calendário balanceado. A tabela única foi instituída, mas em 2010 a liga instituiu um calendário balanceado. Durante a temporada de 2012, a liga retomou um calendário desbalanceado.
A Era Scudetto

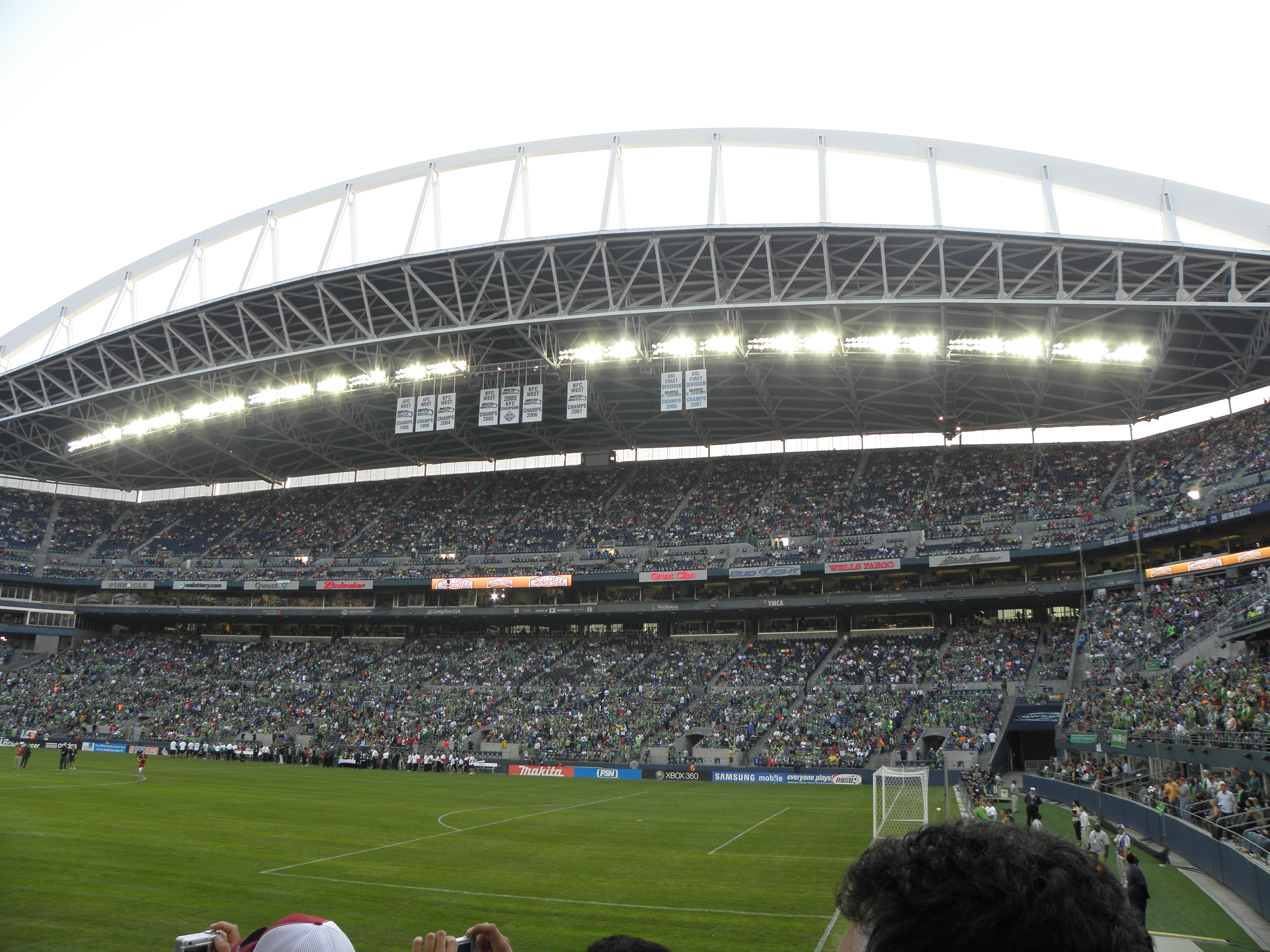
Realizado no CenturyLink Field em Seattle (então Qwest Field), o Real Salt Lake derrotou o L.A. Galaxy na MLS Cup de 2009 para ganhar seu primeiro título.

No início da temporada de 2006, a MLS criou sua versão do scudetto (italiano para "pequeno escudo"), um símbolo usado na camisa pela equipe que venceu a Serie A da temporada anterior.
O scudetto da MLS era originalmente um emblema triangular curvo, com um pano de fundo da bandeira americana por trás de uma réplica do Alan I. Rothenberg Trophy. Utilizado pela primeira vez pelo Los Angeles Galaxy em 2006, após o título da MLS Cup de 2005,  o Houston Dynamo usou os mesmos scudettos triangulares em 2007 e 2008, durante o bicampeonato. Foi redesenhado após a temporada de 2008, após a mudança do troféu da MLS Cup. Se tornou um distintivo oval preto com o Philip F. Anschutz Trophy ao centro. O scudetto da MLS é usado pela equipe vencedora na temporada seguinte à conquista. É somente durante a temporada subsequente (dois anos após vencer o campeonato), que a equipe adiciona uma estrela - comumente utilizado no futebol para simbolizar os títulos conquistados - acima do logo da equipe. A equipe pode exibir a estrela em outros itens ao lado de sua camisa no ano após vencer, mas somente se o scudetto não for mostrado. O Columbus Crew foi o primeiro time a usar o scudetto redesenhado. O Real Salt Lake usou o scudetto em 2010 depois de vencer sua primeira MLS Cup em 2009. O Colorado Rapids também utilizou o scudetto após as conquistas de 2010 e 2011. O Los Angeles Galaxy usou o scudetto depois de vencer a MLS Cup em 2011, ironicamente, seria a última equipe a usar o scudetto redesenhado. Após a temporada de 2012, a MLS decidiu não usar o scudetto para a próxima temporada, e em vez disso os campeões da MLS Cup teriam uma estrela de ouro acima de uma ou mais estrelas de prata indicando conquistas anteriores, que seria trocada por uma estrela de prata na temporada seguinte. O Los Angeles Galaxy foi o primeiro a receber a estrela de ouro acima de outras três estrelas de prata da equipe na temporada de 2013.
O "Buffalo Bills da MLS"
Enquanto o Los Angeles Galaxy ganhou sua segunda MLS Cup e o Houston Dynamo conquistou o bicampeonato, o New England Revolution chegou a disputa do título durante os três anos consecutivos, perdendo todas elas. Duas de suas três derrotas foram na prorrogação, enquanto a outra foi perdida nos pênaltis. A infâmia deu ao clube o título de "Buffalo Bills da MLS", em referência as idas do Buffalo Bills (um time de futebol americano da NFL) ao Super Bowl no início dos anos 90, nos quais foi derrotado em quatro aparições consecutivas. Na final de 2005, o New England Revolution foi, novamente, derrotado pelos Los Angeles Galaxy, em uma revanche de 2002. Realizado no Pizza Hut Park (agora Toyota Stadium) em Frisco, Texas, o Los Angeles Galaxy derrotou o New England Revolution por 1x0, graças a um gol aos 15 minutos do primeiro tempo da prorrogação do guatemalteco Guillermo Ramírez. O gol de Ramírez selou o conquista do segundo título do Los Angeles Galaxy, enquanto o New England Revolution amargou outra derrota na final.
Em 2006, o jogo foi novamente jogado em Frisco no Pizza Hut Park. Desta vez, o New England Revolution enfrentou o Houston Dynamo. Ambas equipes tiveram boa campanha na temporada regular, entretanto ficaram aquém da conquista do Supporters' Shield.  Um público de 22.427 pessoas acompanharam a partida, e viram Taylor Twellman, atacante do Revolution, abrir placar aos 13 minutos do segundo tempo da prorrogação. No entanto, o capitão e atacante do Dynamo, Brian Ching, empatou o jogo. O jogo foi para as penalidades, em que o Houston Dynamo venceu por 4x3. Isso deixou o New England Revolution, pelo segundo ano consecutivo, como vice-campeão. Também foi a primeira vez, na história da liga, em que um clube foi derrotado em aparições seguidas na MLS Cup.
A final de 2007, contou com a revanche do ano anterior. Jogado em Washington, D.C., no RFK Stadium, 39,859 pessoas assistiram ao jogo. O New England Revolution teve uma temporada de sucesso, conquistando sua primeira U.S. Open Cup. O clube esperava, com a conquista da MLS Cup, ganhar o primeiro Double da história do clube. Houston, que esteve perto de vencer o Supporters 'Shield, estava determinado a defender seu título. O jogo iniciou favorável ao Revolution, como o capitão do time, Taylor Twellman, marcando aos 20 minutos do primeiro tempo. Todavia, Joseph Ngwenya empatou o jogo aos 16 minutos do segundo tempo, e Dwayne De Rosario virou o jogo aos 29 minutos. A conquista do Houston Dynamo representou o primeiro bi-campeonato da MLS Cup desde o D.C. United em 1996 e 1997.
Azarões Chegam à Gloria
No início da temporada de 2008, a liga anunciou que a final retornaria ao Home Depot Center. Durante toda a temporada regular, o campeonato foi dominado pelo Columbus Crew, que terminou com 57 pontos, e garantiu o Supporters' Shield com três de antecedências ao início dos playoffs. Tradicionalmente, os vencedores do Supporters' Shield raramente chegavam a disputa do título, apesar de, geralmente, serem os favoritos dos playoffs. No entanto, pela primeira vez em oito anos, o campeão da temporada regular chegou à final da MLS Cup. O clube liderado por Sigi Schmid, junto com seus adversários, o New York Red Bulls, chegaram a primeira vez à disputa do título. As expectativas em relação ao Columbus Crew, nos playoffs, eram altas, visto que foram o melhor time da temporada regular. Em contraponto, a chegada do New York Red Bulls a fina, era vista como "zebra", pois disputaram uma vaga para os playoffs até o último dia da temporada. A final foi dominada pelo Columbus Crew, que derrotou o New York Red Bulls, com facilidade, por 3x1. A diferença de pontos entre os dois clubes foi a maior da história, e o resultado entre os dois clubes o levou à maior margem de vitória na história da MLS Cup.
O campeonato seguinte viu dois clubes de uma mesma conferência se encontrarem na final pelo segundo ano consecutivo, desta vez em Seattle no Qwest Field (autal CenturyLink Field).O melhor time da temporada regular e representante da Conferência Oeste, o Los Angeles Galaxy enfrentou o Real Salt Lake, que terminou em quinto na temporada regular. O Real Salt Lake conquistou a pior campanha dos times classificados para os playoffs, terminando em quinto na Conferência Oeste. Diante disso, representam a Conferência Leste nos playoffs, já que apenas três equipes da Conferência Leste se classificaram. Embora a diretoria do Seattle Sounders tenha, originalmente, planejado limitar os assentos disponíveis no Qwest Field para 35.700 espectadores, a crescente demanda levou à liberação de mais 10.000 assentos, expandindo a capacidade total para, aproximadamente, 45.700 pessoas. O público anunciado foi de 46.011 pessoas. Foi a primeira final desde 2002 a atrair mais de 45.000 espectadores. Foi a primeira MLS Cup a ser transmitida pela ESPN; as treze primeiras foram televisionadas pela ABC. Aos 41 minutos, o atacante do Galaxy, Mike Magee, marcou, e, apenas, aos 16 minutos do segundo tempo, Robbie Findley empatou o jogo. O empate persistiu na prorrogação, exigindo cobranças de pênalti para determinar o vencedor. Graças a cobrança de Robbie Russel, Real Salt Lake conquistou seu primeiro título. Ao vencer o campeonato, a equipe se classificou para a disputa da Liga dos Campeões da CONCACAF de 2010/11. Na qual chegou à final, sendo derrotada pelo Monterrey do México.
Ao final da temporada regular de 2010, seis equipes da Conferência Oeste se classificaram para os playoffs, enquanto apenas dois clubes da Conferência Leste se classificaram, tornando-se a maior disparidade entre as duas conferências na história da liga. A disposição das vagas nos playoffs, colocou frente aos dois classificados da Conferência Leste, New York Red Bulls e Columbus Crew, as duas piores equipes classificadas da Conferência Oeste, San Jose Earthquakes e Colorado Rapids. Avançaram as semifinais da Conferência Leste, ironicamente, San Jose Earthquakes e Colorado Rapids. Na final, o Colorado Rapids enfrentou o FC Dallas, vencendo 2x1 na prorrogação.
A Dinastia Galática

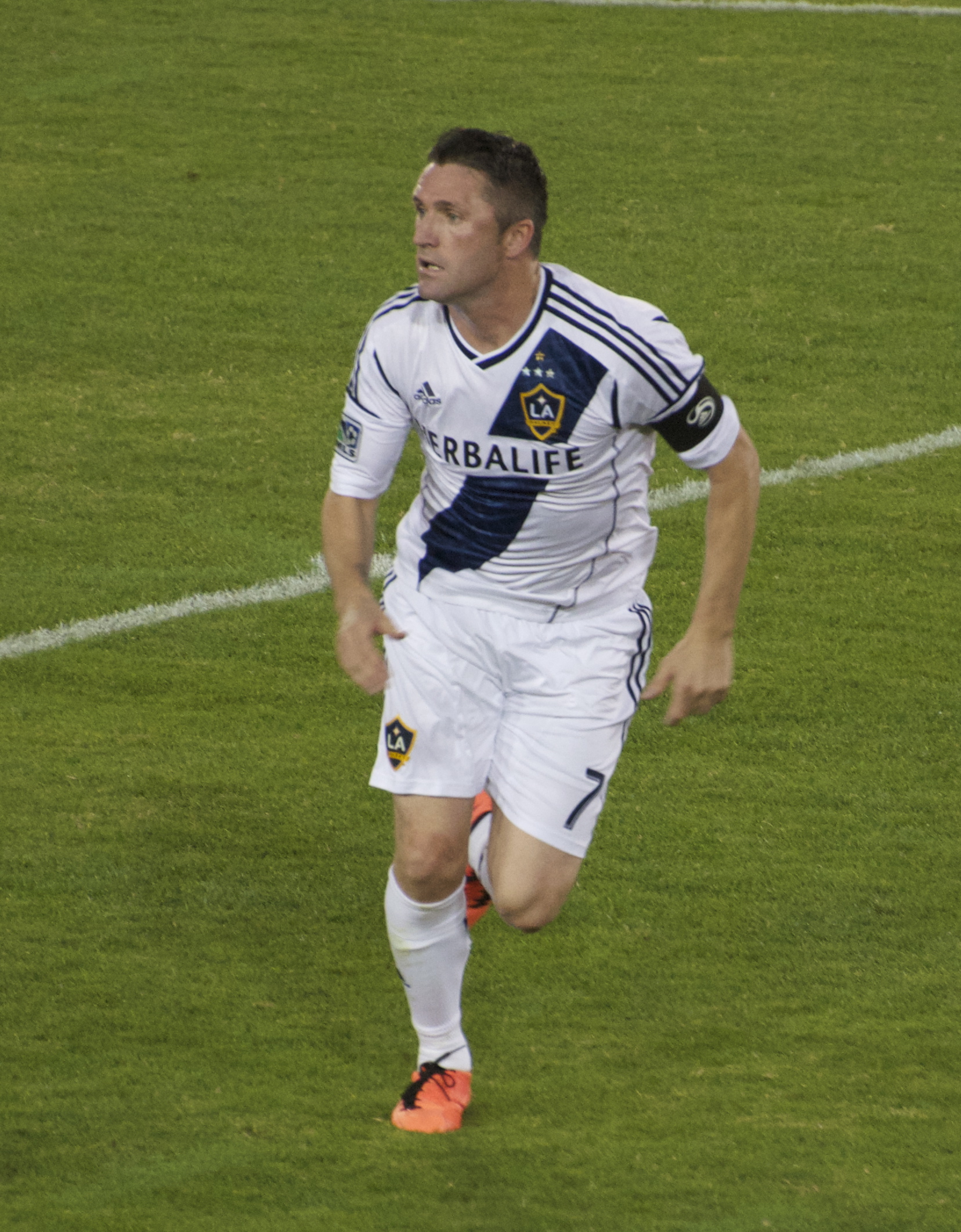
Capitão do L.A. Galaxy, Robbie Keane, foi o MVP da MLS Cup de 2014.

Entre os campeonatos de 2011 e 2014, o L.A. Galaxy apareceu em três finais, vencendo todas, tendo o maior sucesso em um curto período de tempo, na MLS Cup, desde a dinastia do final dos anos 90 do D.C. United. Apenas em 2013 o L.A. Galaxy não chegou a disputa do título, uma vez que foram derrotados pelo eventual vice-campeão, Real Salt Lake. Durante esse tempo, o Galaxy se tornou a primeira franquia da MLS a conquistar cinco MLS Cup, quando conquistou o título de 2014. Estas equipas continham vários jogadores de alto nível, incluindo Landon Donovan, Robbie Keane, Gyasi Zardes, David Beckham e Omar Gonzalez.
Alguns afirmam que a dinastia começou em 2009, quando chegaram aos playoffs e as finais pela primeira vez desde 2005, perdendo, nos pênaltis, para o Real Salt Lake. Em 2010 e 2011, o Galaxy venceu consecutivamente o Supporters 'Shield, tendo em 2011 vencido a temporada regular e a MLS Cup. Foi a primeira vez que isso aconteceu desde 2008, quando o Columbus Crew realizou tal façanha. Na final da MLS Cup de 2011, o Galaxy derrotou o Houston Dynamo por 1 a 0, com o gol de Donovan aos 27 minutos da etapa complementar. A final de 2012 foi disputada por Galaxy e Dynamo, novamente, tornando-se, desde 2007, a primeira MLS Cup a contar com uma revanche da final anterior. Mais uma vez, o Galaxy venceu a final, desta vez derrotando o Dynamo por 3x1. Foi o último jogo na MLS de Beckham.
Durante a temporada de 2013, a chance do Galaxy de chegar a três finais consecutivas foi frustrada pelo Real Salt Lake. O Real Salt Lake derrotou o Galaxy por 2x1 no agregado dos dois jogos, e avançou à final da MLS Cup, onde acabou perdendo para o Sporting Kansas City.
Na temporada seguinte, em 2014, o Galaxy atingiu, novamente, a final da MLS Cup, na qual enfrentou o New England Revolution, tornando-se uma revanche das finais de 2002 e 2005. Na prorrogação, o gol de Robbie Keane levou o Galaxy a conquista de sua quinta MLS Cup.
Campeões Inéditos

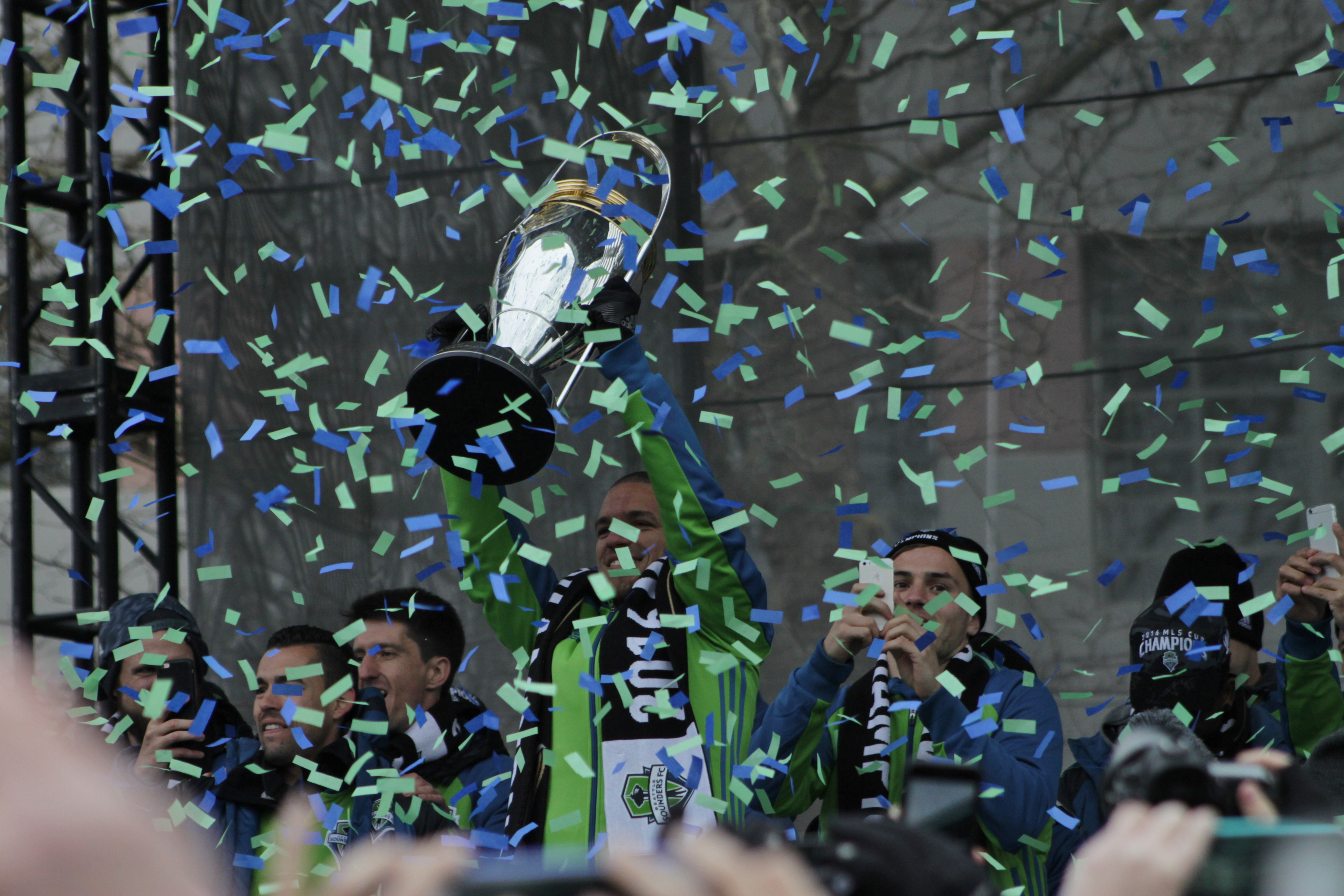
Osvaldo Alonso, do Seattle Sounders F.C., levantando o troféu da MLS Cup em dezembro de 2016.

O Portland Timbers venceu a MLS Cup de 2015 ao derrotar o Columbus Crew por 2x1. Diego Valeri, de Portland, marcou o gol mais rápido da história da MLS Cup aos 27 segundos, após um erro do goleiro da equipe adversária.
O Seattle Sounders F.C. enfrentou o Toronto F.C. na MLS Cup de 2016, disputada no BMO Field, em Toronto, na noite de 10 de dezembro de 2016. A temperatura no início da partida era de -6 ° C, com sensação térmica de -12 ° C, com fortes ventos vindos do Lago Ontário. O gramado foi regado pouco antes do jogo, o que resultou em uma fina camada de gelo. O Seattle Sounders F.C. derrotou o Toronto F.C., por 5 a 4 na disputa de pênaltis, após um jogo sem gols. O Sounders não registrou um único chute certo ao gol, tornando-se o primeiro clube da MLS a fazê-lo em uma partida. O Sounders, apesar de um início muito ruim de temporada, trocou de técnico no meio desta, e tornou-se o segundo time do Noroeste do Pacífico a vencer o título, depois do Portland Timbers em 2015.
Na MLS Cup de 2017, o Toronto F.C. e o Seattle Sounders F.C. se enfrentaram em uma revanche da edição anterior, também no BMO Field. O Toronto F.C. venceu a partida por 2 a 0 e se tornou a primeira equipe canadense a conquistar a MLS Cup, e a primeira equipe da MLS a conquistar a Tríplice Coroa, depois de vencer o Campeonato Canadense e o Supporters 'Shield.

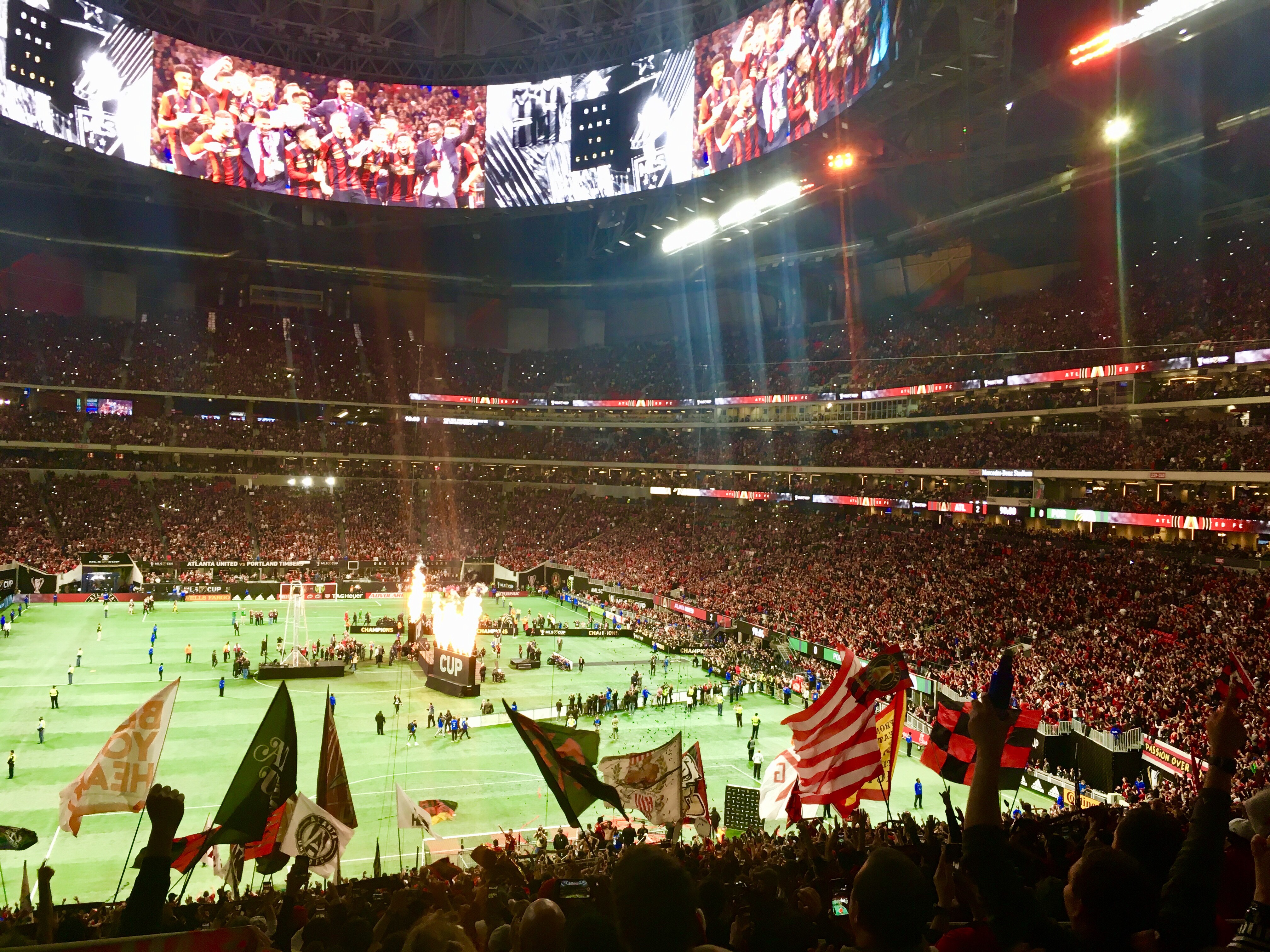
Exibição pirotécnica durante a cerimônia de entrega do troféu da MLS Cup de 2018 ao Atlanta United.

O Atlanta United, em sua segunda temporada, venceu a MLS Cup de 2018 ao derrotar o Portland Timbers por 2x0. A partida, realizada em Atlanta no Mercedes-Benz Stadium, contou com 73.019 espectadores e quebrou o recorde de público da MLS Cup de 2002. Com a conquista, o clube tornou-se o segundo mais jovem a ganhar uma MLS Cup, atrás do Chicago Fire de 1998, e levou o primeiro campeonato de esportes profissionais para a cidade de Atlanta desde 1995.

## Direitos de Transmissão
As treze primeiras finais da MLS Cup foram transmitidas pela ABC. A ESPN recebeu os direitos de 2008 até 2015. Todos os jogos do playoff da MLS Cup são televisionados pela ESPN, Fox Sports e Univision. A UniMás transmite duas partidas exclusivas do playoff, enquanto a ESPN e suas redes afiliadas dividem o restante das transmissões - incluindo a MLS Cup - com a Fox Sports. A Univision também exibe a MLS Cup em espanhol.
A edição de 2016 da final foi a primeira a ser exibida pela Fox Sports.

## Formato
Ao longo da história dos playoffs da MLS Cup, vários formatos foram utilizados.
De 1996/1999 e de 2003/2006, as quatro melhores equipes por conferência se classificaram para os playoffs.
Em 2000 e 2001, os três vencedores de divisão mais e as cinco melhores equipes na classificação geral (excluindo-se os campeões de divisão), independentemente da conferência, se classificaram para os playoffs.
Em 2002, as 8 melhores equipes na classificação geral se classificaram para os playoffs, independentemente da conferência.
Em 2007, as duas melhores equipes de cada conferência, e as quatro equipes com mais pontos na classificação geral (excluindo-se as equipes classificadas pelo critério anterior) se qualificaram.
No final da temporada de 2008, as três melhores equipes de cada conferência e as duas equipes com mais pontos na classificação geral (excluindo-se as equipes classificadas pelo critério anterior), independentemente da conferência, se classificaram para os playoffs. Na primeira rodada deste torneio eliminatório, o critério de gols somados nos dois jogos realizados entre as equipes era o que determinava quem avançava; as finais de conferência foram em jogo único, com o vencedor de cada conferência avançando para a MLS Cup. Em todas as rodadas, o método de desempate foi prorrogação de dois tempos de 15 minutos, seguidos de cobranças de pênalti, se necessário. A regra do gol qualificado não foi usada.
No final da temporada de 2009 e 2010, as duas melhores equipes de cada conferência fizeram os playoffs e as quatro equipes com mais pontos na classificação geral (excluindo-se as equipes classificadas pelo critério anterior), independentemente da conferência, se classificaram para os playoffs. Na primeira rodada deste torneio eliminatório, o critério de gols somados nos dois jogos realizados entre as equipes era o que determinava quem avançava; as finais de conferência foram em jogo único, com o vencedor de cada conferência avançando para a MLS Cup. Em todas as rodadas, o método de desempate foi prorrogação de dois tempos de 15 minutos, seguidos de cobranças de pênalti, se necessário. A regra do gol qualificado não foi usada.
No final da temporada de 2011, as três melhores equipes de cada conferência se classificaram para as semifinais de conferência. O wild card foi formado pelo quarto e quinto colocados de cada conferência, onde o quarto de uma conferência enfrentou o quinto da outra conferência. O novo formato foi montado de modo que a equipe com a campanha mais fraca a se classificar para as rodadas de wild card tivesse que enfrentar o vencedor do Supporters' Shield. Enquanto a outra equipe enfrentou o outro campeão de conferência.
A primeira rodada foi realizada em jogos únicos, com o mando de campo à favor da equipe com a melhor campanha na temporada regular. As semifinais de conferência foram jogos de ida e volta.
As finais de conferência foram realizadas em jogos únicos, com o mando de campo à favor da equipe com a melhor campanha na temporada regular; a final da MLS Cup foi disputada em um local predeterminado.
De 2012 até 2014, novamente, a estrutura dos playoffs foi modificada. Enquanto o número de equipes classificadas aos playoffs permaneceu inalterado (10 equipes), os wild cards desapareceram. Em vez disso, as cinco melhores equipes de cada conferência se qualificaram. A equipe com a quarta melhor campanha, em cada conferência, recebeu a quinta melhor campanha, em jogo único por uma vaga nas semifinais de conferência contra o time de melhor campanha de sua respectiva conferência. As semifinais e finais de conferência foram jogos de ida e volta. A final da MLS Cup foi realizada na casa do finalista com a melhor campanha da temporada regular. De 2014 a 2018, a regra do gol qualificado foi usada, mas não se aplicou a prorrogação.
Da temporada de 2015 até 2018, as seis melhores equipes de cada conferência qualificam-se para os playoffs (12 equipes no total). Na primeira rodada dos playoffs de cada conferência, o time com a terceira melhor campanha recebia a sexta melhor campanha, e a quarta melhor campanha recebia a equipe com a quinta melhor campanha. Nas semifinais de conferência, a equipe com a melhor campanha da temporada enfrentava o time de pior campanha remanescente, enquanto o time com a segunda melhor campanha enfrentava o time restante.
A partir da temporada de 2019, as sete melhores equipes de cada conferência se qualificarão para os playoffs (14 equipes no total), e todas as rodadas serão jogos únicos. A equipe de melhor campanha em cada conferência não jogará a primeira rodada.

## Campeões
O vencedor da MLS Cup, a última partida dos playoffs da MLS Cup, determina o campeão da temporada. Os playoffs começam logo após o fim da temporada regular, em um formato similar ao de outras ligas esportivas profissionais norte-americanas.
A primeira final da MLS Cup foi disputada em 20 de outubro de 1996. Desde 2016, o maior campeão é o Los Angeles Galaxy, com cinco conquistas. O maior vice-campeão é o New England Revolution, com cinco derrotas na história. O campeonato foi ganho pela mesma equipe em dois ou mais anos consecutivos em três ocasiões.

### Resultados
| Temporada | Data           | Campeões             | Placar | Vice-Campeões          | Local                      | Público      |
| --------- | -------------- | -------------------- | ------ | ---------------------- | -------------------------- | ------------ |
| 1996      | 20 de outubro  | D.C. United          | †3–2 * | Los Angeles Galaxy     | Foxboro Stadium            | 34.643       |
| 1997      | 26 de outubro  | D.C. United          | 2–1    | Colorado Rapids        | RFK Memorial Stadium       | 57.431       |
| 1998      | 25 de outubro  | Chicago Fire         | 2–0    | D.C. United            | Rose Bowl                  | 51.350       |
| 1999      | 21 de novembro | D.C. United          | 2–0    | Los Angeles Galaxy     | Foxboro Stadium            | 44.910       |
| 2000      | 15 de outubro  | Kansas City Wizards  | 1–0    | Chicago Fire           | RFK Memorial Stadium       | 39.159       |
| 2001      | 21 de outubro  | San José Earthquakes | 2–1 *  | Los Angeles Galaxy     | Crew Stadium               | 21.626       |
| 2002      | 20 de outubro  | Los Angeles Galaxy   | †1–0 * | New England Revolution | Gillette Stadium           | 61.316       |
| 2003      | 23 de novembro | San José Earthquakes | 4–2    | Chicago Fire           | Home Depot Center          | 27.000       |
| 2004      | 14 de novembro | D.C. United          | 3–2    | Kansas City Wizards    | Home Depot Center          | 25.797       |
| 2005      | 13 de novembro | Los Angeles Galaxy   | †1–0 * | New England Revolution | Pizza Hut Park             | 21.193       |
| 2006      | 12 de novembro | Houston Dynamo       | †1–1 † | New England Revolution | Pizza Hut Park             | 22.427       |
| 2007      | 18 de novembro | Houston Dynamo       | 2–1    | New England Revolution | RFK Memorial Stadium       | 39.859       |
| 2008      | 23 de novembro | Columbus Crew        | 3–1    | New York Red Bulls     | Home Depot Center          | 27.000       |
| 2009      | 22 de novembro | Real Salt Lake       | †1–1 † | Los Angeles Galaxy     | Qwest Field                | 46.011       |
| 2010      | 21 de novembro | Colorado Rapids      | †2–1 * | FC Dallas              | BMO Field                  | 21.700       |
| 2011      | 20 de novembro | Los Angeles Galaxy   | 1–0    | Houston Dynamo         | Home Depot Center          | 30.281       |
| 2012      | 1 de dezembro  | Los Angeles Galaxy   | 3–1    | Houston Dynamo         | Home Depot Center          | 30.510       |
| 2013      | 7 de dezembro  | Sporting Kansas City | †1–1 † | Real Salt Lake         | Sporting Park              | 21.650       |
| 2014      | 7 de dezembro  | Los Angeles Galaxy   | 2–1 *  | New England Revolution | StubHub Center             | 27.000       |
| 2015      | 6 de dezembro  | Portland Timbers     | 2–1    | Columbus Crew          | Mapfre Stadium             | 21.747       |
| 2016      | 10 de dezembro | Seattle Sounders     | †0–0 † | Toronto FC             | BMO Field                  | 36.045       |
| 2017      | 9 de dezembro  | Toronto FC           | 2–0    | Seattle Sounders       | BMO Field                  | 30.584       |
| 2018      | 8 de dezembro  | Atlanta United FC    | 2–0    | Portland Timbers       | Mercedes-Benz Stadium      | 73.019       |
| 2019      | 10 de novembro | Seattle Sounders FC  | 3–1    | Toronto FC             | CenturyLink Field          | 69.274       |
| 2020      | 12 de dezembro | Columbus Crew        | 3–0    | Seattle Sounders FC    | Mapfre Stadium             | 1.500        |
| 2021      | 11 de dezembro | New York City FC     | †1–1 † | Portland Timbers       | Providence Park            | 25,218       |
| 2022      | 5 de Novembro  | Los Angeles FC       | 3–3 †  | Philadelphia Union     | Banc of California Stadium | 22,384       |
| 2023      | 9 de Dezembro  | Columbus Crew        | 2–1    | Los Angeles FC         | Lower.com Field            | 20,802       |
| 2024      | 7 de Dezembro  | Los Angeles Galaxy   | 2–1    | New York Red Bulls     | Dignity Health Sports Park | \| 26,812 \| |
| 26,812    |                |                      |        |                        |                            |              |

| Legenda |                                                         |
| *       | Partida decidida na prorrogação                         |
| †       | Partida decidida nos pênaltis após prorrogação          |
| Negrito | Equipe venceu o MLS Supporters' Shield                  |
| Itálico | Equipe venceu o U.S. Open Cup ou o Campeonato Canadense |

## Recordes e Estatísticas

### Títulos da MLS Cup
| Clube                  | Títulos | Derrotas | Anos das Conquistas                | Anos dos Vice-Campeonatos    |
| ---------------------- | ------- | -------- | ---------------------------------- | ---------------------------- |
| Los Angeles Galaxy     | 6       | 4        | 2002, 2005, 2011, 2012, 2014, 2024 | 1996, 1999, 2001, 2009       |
| D.C. United            | 4       | 1        | 1996, 1997, 1999, 2004             | 1998                         |
| Columbus Crew          | 3       | 1        | 2008, 2020, 2023                   | 2015                         |
| Houston Dynamo         | 2       | 2        | 2006, 2007                         | 2011, 2012                   |
| Sporting Kansas City   | 2       | 1        | 2000, 2013                         | 2004                         |
| Seattle Sounders       | 2       | 1        | 2016, 2019                         | 2017, 2020                   |
| San José Earthquakes   | 2       | 0        | 2001, 2003                         |                              |
| Chicago Fire           | 1       | 2        | 1998                               | 2000, 2003                   |
| Toronto FC             | 1       | 2        | 2017                               | 2016, 2019                   |
| Real Salt Lake         | 1       | 1        | 2009                               | 2013                         |
| Colorado Rapids        | 1       | 1        | 2010                               | 1997                         |
| Portland Timbers       | 1       | 1        | 2015                               | 2018                         |
| Los Angeles FC         | 1       | 1        | 2022                               | 2023                         |
| Atlanta United         | 1       | 0        | 2018                               |                              |
| New York City FC       | 1       | 0        | 2021                               |                              |
| New England Revolution | 0       | 5        |                                    | 2002, 2005, 2006, 2007, 2014 |
| New York Red Bulls     | 0       | 2        |                                    | 2008, 2024                   |
| FC Dallas              | 0       | 1        |                                    | 2010                         |
| Portland Timbers       | 0       | 1        |                                    | 2021                         |
| Philadelphia Union     | 0       | 1        |                                    | 2022                         |

### Finalistas da MLS Cup na CONCACAF Champions League
Legenda
| Campeões | Vice-Campeões | Terceiros Colocados |

- FP1 = Primeira Rodada da Fase Preliminar
- FP = Fase Preliminar
- FG = Fase de Grupos
- R16 = 16 avos de final
- OF = Oitavas de final
- QF = Quartas de final
- SF = Semifinal
- TER = Disputa de Terceiro Lugar
- F = Final

| Ano     | Campeões             | Resultado | Vice-Campeões          | Resultado             |
| ------- | -------------------- | --------- | ---------------------- | --------------------- |
| 1997    | D.C. United          | TER       | Los Angeles Galaxy     | F                     |
| 1998    | D.C. United          | F         | Colorado Rapids        | FP1                   |
| 1999    | Chicago Fire         | TER       | D.C. United            | TER                   |
| 2000    | D.C. United          | TER       | Los Angeles Galaxy     | F                     |
| 2002    | Kansas City Wizards1 | SF        | Não se classificou     | Não se classificou    |
| 2002    | San Jose Earthquakes | QF        | Chicago Fire           | QF                    |
| 2003    | D.C. United          | SF        | Kansas City Wizards    | QF                    |
| 2006    | LA Galaxy            | QF        | New England Revolution | QF                    |
| 2007    | Houston Dynamo       | SF        | Não se classificaram2  | Não se classificaram2 |
| 2008    | Houston Dynamo       | SF        | Não se classificaram2  | Não se classificaram2 |
| 2008–09 | Houston Dynamo       | QF        | New England Revolution | FP                    |
| 2009–10 | Columbus Crew        | QF        | New York Red Bulls     | FP                    |
| 2010–11 | Real Salt Lake       | F         | Los Angeles Galaxy     | FP                    |
| 2011–12 | Colorado Rapids      | FG        | FC Dallas              | FG                    |
| 2012–13 | Los Angeles Galaxy   | SF        | Houston Dynamo         | QF                    |
| 2013–14 | Los Angeles Galaxy   | QF        | Houston Dynamo         | FG                    |
| 2014–15 | Sporting Kansas City | FG        | Real Salt Lake         | FG                    |
| 2015–16 | LA Galaxy            | QF        | Não se classificaram3  | Não se classificaram3 |
| 2016–17 | Portland Timbers     | FG        | Não se classificaram3  | Não se classificaram3 |
| 2018    | Toronto FC4          | F         | Seattle Sounders5      | QF                    |
| 2019    | Atlanta United FC    | QF        | Não se classificou     | Não se classificou    |

Notas
1: A Copa dos Campeões da CONCACAF de 2001 foi cancelada, então tanto o vencedor da MLS Cup de 2000, Kansas City Wizards, quanto o vencedor da MLS Cup de 2001, San Jose Earthquakes, se classificaram para a Copa dos Campeões da CONCACAF de 2002.
2: A outra vaga foi para o vencedor do Supporters' Shield.
3: The runners-up berth was reallocated to the winner of the conference opposite that of the Supporters' Shield winner. A outra vaga foi realocada para o vencedor da conferência oposta e ao vencedor do Supporters' Shield.
4: O Toronto FC se classificou vencendo as edições de 2016 e 2017 do Campeonato Canadense.
5: O Seattle Sounders se classificou como vencedor da MLS Cup de 2016.

## Troféus
|                                     |                                       |                                   |
| Troféu Alan I. Rothenberg (1996-98) | Troféu Alan I. Rothenberg (1998-2007) | Troféu Philip F. Anschutz (2008-) |

Com a conquista do campeonato, a equipe vencedora é recebe um troféu, conhecido como Troféu Philip F. Anschutz, assim nomeado em homenagem a Philip Anschutz, devido suas contribuições e investimentos para o futebol (soccer) americano e MLS. Normalmente, a entrega do prêmio é realizada em um pódio no centro do campo, onde o comissário da liga premiará a equipe com a taça..
Antes da premiação do time vencedor, a equipe vice-campeã é premiada com medalhas de prata com o logotipo da liga impresso nelas. Os campeões são, então, premiados com medalhas de ouro, antes do troféu ser entregue ao capitão da equipe vencedora.
Em sua história, os campeões da MLS Cup foram premiados com três troféus diferentes. Nas três primeiras finais, a equipe vencedora foi premiada com o Troféu Alan I. Rothenberg, assim nomeado em homenagem a Alan I. Rothenberg, devido suas contribuições para o futebol (soccer) americano. A primeira versão do Troféu Alan I. Rothenberg era em ouro escuro que tinha duas alças ao redor de uma bola de futebol, com o logo da liga impresso na placa. Em 1999, o troféu foi redesenhado com uma bola de futebol colocada sobre uma baliza.
Em 2008, o troféu foi, novamente, redesenhado e renomeado, passando-se a chamar Troféu Philip F. Anschutz.

## Estádios das Finais
Na história da MLS Cup, sete partidas foram jogadas na área da Grande Los Angeles. A capital do País, Washington, D.C., recebeu três finais, todas disputadas no RFK Stadium, assim como Toronto, que realizou as três finais no BMO Field.
Desde a temporada de 2011, todas as finais foram disputadas em um local pré-determinado, ou seja, anunciadas antes dos participantes do playoff serem conhecidos. Um dia antes da final de 2011, a MLS anunciou que a partir de 2012, as finais seriam realizadas no estádio do participante com o maior número de pontos durante a temporada regular.
Antes de 2012 e da mudança, apenas três equipes jogaram a partida em seu campo. Na final da MLS Cup de 1997, o D.C. United venceu o Colorado Rapids em seu estádio, o RFK Stadium. O mesmo ocorreu na final da MLS Cup de 2002, quando o Los Angeles Galaxy derrotou o New England Revolution por 1 a 0, no Gillette Stadium, do Revolution. Como resultado, as finais de 1997 e 2002 atraíram os maiores públicos da MLS Cup antes da mudança de 2012. Em 2011, o Los Angeles Galaxy venceu a MLS Cup em seu estádio, o Home Depot Center, quando derrotou, por 1 a 0, o Houston Dynamo. O Galaxy tornou-se o segundo time, o primeiro desde o D.C. United, em 1997, a conquistar a MLS Cup em casa.
Depois que a MLS adotou seu atual critério, as três primeiras finais foram vencidas pelos anfitriões. A final de 2012 viu uma revanche da anterior no mesmo local, com o Galaxy defendendo, com sucesso, o título com uma vitória por 3 a 1. Em 2013, o Sporting Kansas City tornou-se o terceiro time a conquistar a taça em seu estádio, o Children's Mercy Park, quando bateu o Real Salt Lake nos pênaltis. Então, em 2014, o Galaxy derrotou o New England Revolution por 2 a 1, no StubHub Center, em uma partida que marcou o último jogo oficial do maior artilheiro da seleção norte-americana de todos os tempos, Landon Donovan. O padrão foi quebrado em 2015, no entanto, quando o Portland Timbers derrotou o Columbus Crew no estádio do adversário.
Até a temporada de 2011, a MLS anunciava o local em que a final seria realizada antes do início de sua respectiva temporada, ou mesmo algumas semanas depois do início. Para a final de 2011, a liga selecionou o Home Depot Center em Carson, Califórnia, tornando-se a quarta vez em o estádio recebia a final.
Até à data, a final mais fria da foi o jogo de 2013 disputado em Kansas City, Kansas, no Children's Mercy Park do Sporting Kansas City, onde a temperatura era de -7 ° C. Enquanto a mais quente foi o jogo de 2005 disputado em Frisco, Texas, no Pizza Hut Park do FC Dallas, onde a temperatura era de 23 ° C.
A edição de 2010 da MLS Cup foi a primeira final da história da liga a ser disputada fora dos Estados Unidos. O jogo foi disputado no Canadá no BMO Field em Toronto, estádio do Toronto FC.

### Estádios
| Nome                       | Localização               | Número de Finais | Anos das Finais                          |
| -------------------------- | ------------------------- | ---------------- | ---------------------------------------- |
| StubHub Center             | Carson, California        | 7                | 2003, 2004, 2008, 2011, 2012, 2014, 2024 |
| RFK Stadium                | Washington, D.C.          | 3                | 1997, 2000, 2007                         |
| BMO Field                  | Toronto, Ontario          | 3                | 2010, 2016, 2017                         |
| MAPFRE Stadium             | Columbus, Ohio            | 2                | 2001, 2015                               |
| Toyota Stadium             | Frisco, Texas             | 2                | 2005, 2006                               |
| Foxboro Stadium            | Foxborough, Massachusetts | 2                | 1996, 1999                               |
| CenturyLink Field          | Seattle, Washington       | 1                | 2009                                     |
| Children's Mercy Park      | Kansas City, Kansas       | 1                | 2013                                     |
| Gillette Stadium           | Foxborough, Massachusetts | 1                | 2002                                     |
| Mercedes-Benz Stadium      | Atlanta, Georgia          | 1                | 2018                                     |
| Rose Bowl                  | Pasadena, California      | 1                | 1998                                     |
| Banc of California Stadium | Los Angeles, Califórnia   | 1                | 2022                                     |
| Lower.com Field            | Columbus, Ohio            | 1                | 2023                                     |

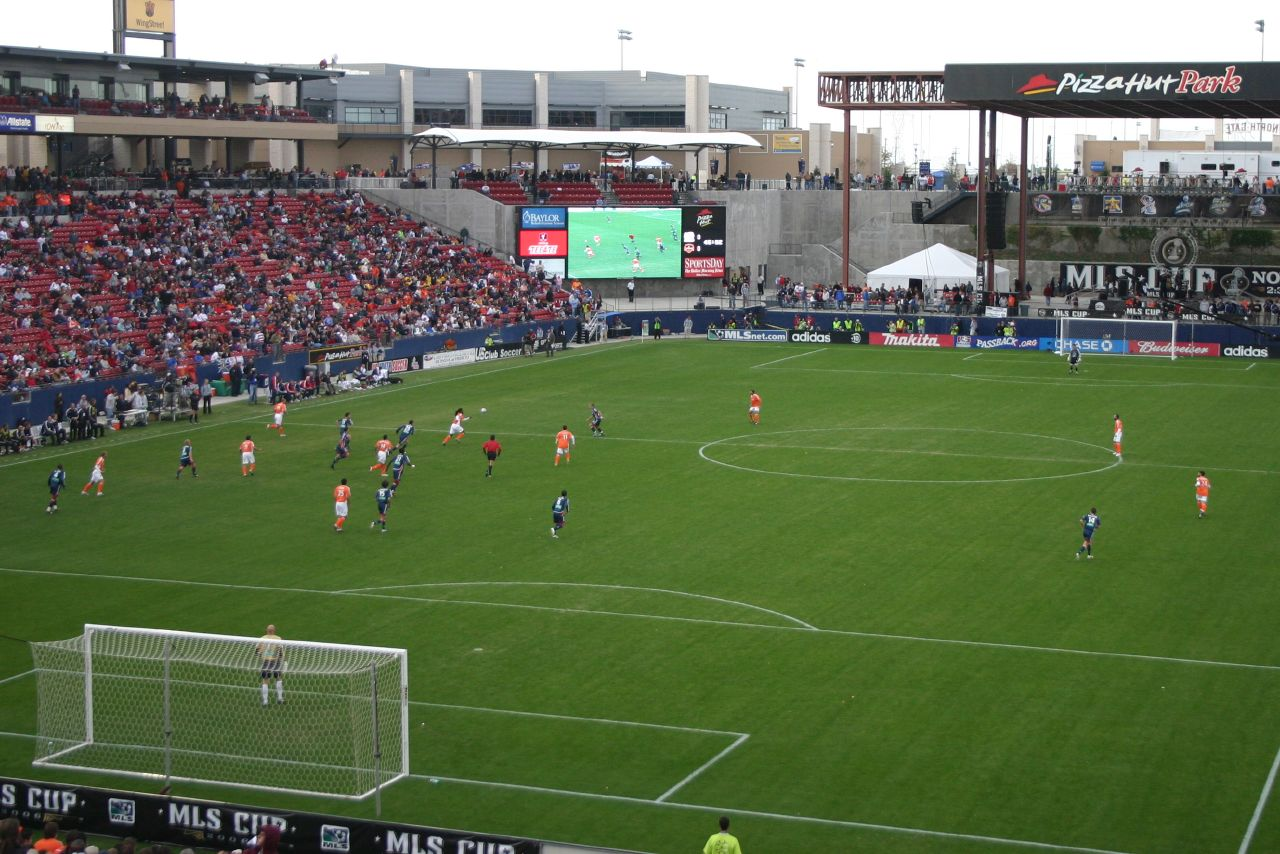
Pizza Hut Park, agora Toyota Stadium, recebeu as finais de 2005 e 2006.

Itálico indica o estádio está inativo.

## Jogador Mais Valioso (MVP)
Após cada final, um jogador é premiado com o título de Jogador Mais Valioso (MVP). Normalmente, mas não necessariamente, o vencedor do prêmio é o jogador que marca o gol da vitória ou assiste o gol da vitória. Este é o caso dos vencedores de 2017, 2010, 2008 e 2007, que marcaram os gols da vitória, ou assistiram vários gols para o lado vencedor.
Exceções a isso ocorreram em 2000, 2009, 2016, 2021 e 2022, onde o prêmio foi para os goleiros Tony Meola, Nick Rimando, Stefan Frei, Sean Johnson e John McCarthy, respectivamente. Estas, se devem a pênaltis defendidos.

### Vencedores
| Ano  | Vencedor                   | Posição  | Clube                |
| ---- | -------------------------- | -------- | -------------------- |
| 1996 | Marco Etcheverry           | Meia     | D.C. United          |
| 1997 | Jaime Moreno               | Atacante | D.C. United          |
| 1998 | Peter Nowak                | Meia     | Chicago Fire         |
| 1999 | Ben Olsen                  | Meia     | D.C. United          |
| 2000 | Tony Meola                 | Goleiro  | Kansas City Wizards  |
| 2001 | Dwayne De Rosario          | Atacante | San Jose Earthquakes |
| 2002 | Carlos Ruiz                | Atacante | Los Angeles Galaxy   |
| 2003 | Landon Donovan             | Atacante | San Jose Earthquakes |
| 2004 | Alecko Eskandarian         | Atacante | D.C. United          |
| 2005 | Guillermo Ramírez          | Meia     | Los Angeles Galaxy   |
| 2006 | Brian Ching                | Atacante | Houston Dynamo       |
| 2007 | Dwayne De Rosario          | Meia     | Houston Dynamo       |
| 2008 | Guillermo Barros Schelotto | Meia     | Columbus Crew        |
| 2009 | Nick Rimando               | Goleiro  | Real Salt Lake       |
| 2010 | Conor Casey                | Atacante | Colorado Rapids      |
| 2011 | Landon Donovan             | Atacante | Los Angeles Galaxy   |
| 2012 | Omar Gonzalez              | Defensor | Los Angeles Galaxy   |
| 2013 | Aurélien Collin            | Defensor | Sporting Kansas City |
| 2014 | Robbie Keane               | Atacante | Los Angeles Galaxy   |
| 2015 | Diego Valeri               | Meia     | Portland Timbers     |
| 2016 | Stefan Frei                | Goleiro  | Seattle Sounders     |
| 2017 | Jozy Altidore              | Atacante | Toronto FC           |
| 2018 | Josef Martínez             | Atacante | Atlanta United       |
| 2019 | Víctor Rodríguez           | Meia     | Seattle Sounders     |
| 2020 | Lucas Zelarayán            | Meia     | Columbus Crew        |
| 2021 | Sean Johnson               | Goleiro  | New York City FC     |
| 2022 | John McCarthy              | Goleiro  | Los Angeles FC       |
| 2023 | Cucho Hernández            | Atacante | Columbus Crew        |
| 2024 | Gastón Brugman             | Meia     | Los Angeles Galaxy   |